# ジョン・ロミータ・Jr
ジョン・サルヴァトーレ・ロミータ・Jr（John Salvatore Romita, Jr., 1956年8月17日 - ）は、アメリカ合衆国のコミックのアーティストである。1970年代から2010年代現在までマーベルコミックスで多くの作品を手がけており、JRJRの略称で知られている。

## 生い立ち
1960年代よりスパイダーマンのアーティストの1人を務めているコミック作家のジョン・ロミータ・Srの息子に生まれる。

## キャリア
ジョン・ロミータ・Jrが初めてマーベルコミックスに貢献したのは13歳の時に『アメイジング・スパイダーマン』第78号（1969年11月）でプラウラーが創造された際であった。ロミータ・JrはマーベルUKでキャリアを始め、『アメイジング・スパイダーマン・アニュアル』第11号（1977年）の「Chaos at the Coffee Bean!」と題された6ページのストーリーでアメリカデビューを果たした。
ロミータの初期の人気は1978年にライターのデイヴィッド・ミッチェリーニとアーティストのボブ・レイトンと共に『アイアンマン』のランナーとなった際に始まった。このクリエイティブチームはスタークのボディガード兼ガールフレンドであるベサニー・ケイブやライバルの実業家であるジャスティン・ハマーといった脇役を生み出した。1980年代初頭には『アメイジング・スパイダーマン』誌に参加し、また新たに創刊された『ダズラー』誌のアーティストも務めた。ロミータとライターのデニス・オニールは『アメイジング・スパイダーマン』第210号（1980年11月）でマダム・ウェブ、第212号（1981年1月）でハイドロマンを初登場させた。1982年にロミータはマーベルコミックで初めてのリミテッド・シリーズである『マーベルスーパーヒーロー・コンテスト・オブ・チャンピオンズ』の作画を務めた。『アメイジング・スパイダーマン』誌でライターのロジャー・スターンと働いていた頃にはホブゴブリンを共同で創造した。1983年から1986年までは『アンキャニィX-MEN』にダン・グリーンとライターのクリス・クレアモントと共に参加し、フォージを共同で生み出した。ロミータは1993年にも『アンキャニィX-MEN』に復帰した。
1988年から1990年にかけてはライターのアン・ノセンティ、インカーのアル・ウィリアムソンと共に『デアデビル』を手がけ、タイフォイド・マリーを創造した。彼は後に「私がDDを手がけていた間、私が初めて作成プロセスの一部であったように最終的に感じた」と述べている。
1990年代には『アイアンマン』に復帰してジョン・バーン脚本の「Armor Wars II」や『パニッシャー・ウォー・ゾーン』、ミニシリーズ『ケーブル』、DCコミックスとの企業間クロスオーバー『パニッシャー/バットマン』を手がけた。この間にインカーのクラウス・ヤンソンと頻繁に活動した。1993年にロミータはフランク・ミラーとコラボレーションしてデアデビルのオリジンストーリー『Daredevil: The Man Without Fear』を手がけていた。このストーリーは当初は64ページのグラフィックノベルであったが144ページに増加し、最終的に全5号のリミテッド・シリーズにまで大きくなった。1998年7月にロミータはダン・ユルゲンと共に『ソー』、1999年1月にはハワード・マッキーと共に『ピーター・パーカー: スパイダーマン』をリランチした。
2001年にロミータはスパイダーマンに復帰し、ライターのJ・マイケル・ストラジンスキーと共に『アメイジング・スパイダーマン』第2期第30号（2001年6月）より参加した。このクリエイティブチームはアメリカ同時多発テロ事件への犠牲者への追悼の物語である第36号（2001年12月）を執筆した。2004年から2005年にかけては『ウルヴァリン』、『ブラックパンサー』、『セントリー』、『アルティメット・ビジョン』を手がけた
2006年、ロミータはジャック・カービーのエターナルズを再解釈したライターのニール・ゲイマンによる全7号のミニシリーズを手がけた。2007年にはグレッグ・パク脚本によるマーベルの大型クロスオーバー・リミテッド・シリーズ『ワールド・ウォー・ハルク』のアートを担当した。
2008年にロミータは再び『アメイジング・スパイダーマン』に復帰した。他にマーベルのアイコン・コミックスより出版されたマーク・ミラー脚本の『キック・アス』を手がけた。これは後に映画化され、ロミータはプロデューサーの1人を務めた他、映画の中のアニメーションによる回想シーンを監督した。
2014年2月、DCコミックスはジェフ・ジョンズ脚本による『スーパーマン』の第3期シリーズの作画をロミータが手がけることを発表した。ロミータの『スーパーマン』ではクラウス・ヤンソンがインカーを務める

### 影響
ロミータの絵は父のジョン・ロミータ・Sr、コミックアーティストのジャック・カービーとジョン・ビュッセマ、画家のワイス・ファミリー、イラストレーターのチャールズ・ダナ・ギブソンから受けている。

## ビブリオグラフィ

### DCコミックス
- Superman vol. 3 #32-33 (2014–present)

### マーベルコミックス
- The Amazing Spider-Man #208, 210-218, 223-227, 229-236, 238-250, 290-291, 400, 432, 500-508, 568-573, 584-585, 587-588, 600, Annual #11, 16 (1980-2009)
- The Amazing Spider-Man vol. 2, #22-27, 30-58 (2000-2003)
- Avengers vol. 3 #35 (2000)
- Avengers vol. 4 #1-12, 14, 16-17 (2010–2011)
- Black Panther vol. 3, #1-6 (2005)
- Cable: Blood and Metal #1-2 (miniseries, 1992)
- Captain America vol. 7, #1-10 (2013)
- Daredevil #250-257, 259-263, 265-276, 278-282, Annual #5 (1988–1990)
- Daredevil: Man Without Fear #1-5 (1993–94)
- Dark Reign: The List – Punisher #1 (2009)
- Dazzler #1-3 (1981)
- Eternals vol. 3 #1-7 (2006-2007)
- Fallen Son: The Death of Captain America #4 (2007)
- Ghost Rider/Wolverine/Punisher: Hearts of Darkness #1 (1991)
- Heroes for Hope Starring the X-Men #1 (1985)
- The Incredible Hulk vol. 3 #24-25, 27-28, 34-39 (2001–2002)
- Iron Man #115-117, 119-121, 123-128, 141-150, 152-156, 256, 258-266 (1978–1991)
- The Last Fantastic Four Story #1 (2007)
- Marvel Super Hero Contest of Champions #1-3 (1982)
- Marvel Super Special #5 (1978)
- The Mighty Avengers #15 (2008)
- Peter Parker: Spider-Man #57, 64-76, 78-84, 86-92, 94-95, 97-98 (1995-1998)
- Peter Parker: Spider-Man vol. 2, #1-3, 6-12, 14-17, 19 (1999–2000)
- The Punisher War Zone #1-8 (1992)
- Scarlet Spider #2 (1995)
- Sentry vol. 2 #1-8 (ミニシリーズ, 2005–2006)
- The Spectacular Spider-Man #50, 121 (1981-1986)
- Spider-Man: The Lost Years #0, 1-3 (ミニシリーズ, 1995)
- Star Brand #1-2, 4-7 (1986–1987)
- Thor vol. 2, #1-8, 10-13, 16-18, 21-25 (1998–2000)
- Ultimate Vision #0 (2007)
- Uncanny X-Men #175-185, 187-197, 199-200, 202-203, 206-211, 287, 300-302, 304, 306-311, Annual #4 (1980–1994)
- Wolverine vol. 3, #20-31 (2004–05)
- World War Hulk #1-5 (2007-2008)
- X-Men: Legacy #208 (2008)
- X-Men Unlimited #7 (1994)

#### アイコン・コミックス
- Kick-Ass #1-8 (2008–2010)
- Kick-Ass 2 #1-7 (2010–2012)
- Hit-Girl #1-5 (2012-2013)
- Kick-Ass 3 #1-8 (2013-2014)

#### マーベルコミックス/DCコミックス
- Punisher/Batman: Deadly Knights (企業間クロスオーバー, 1994)
- Thorion of the New Asgods #1 (1997)

### イメージ・コミック
- The Gray Area #1-3 (2004)